# Tournoi de tennis de Franche-Comté
L'Open de Franche-Comté (ou Internationaux du Doubs) est un tournoi international de tennis masculin se déroulant chaque année à Besançon. 
Classé depuis 1999 parmi les tournois du circuit Challenger (174 dans le monde en 2007), quatrième niveau des tournois ATP, il est considéré comme le 5e tournoi indoor masculin de France après ceux de Paris-Bercy, Marseille, Metz et Lyon, . 
L'Open de Franche-Comté a été créé en 1996, mais n'a pas été disputé en 2001 et 2002. Pour « raisons budgétaires », l'édition 2010 se voit annulée et le tournoi disparaît du calendrier.

## Palmarès

### En simple
| Année | Vainqueur          | Finaliste              | Score          |
| ----- | ------------------ | ---------------------- | -------------- |
| 1996  | Aleksandar Kitinov | Lionel Barthez         | 6-4, 6-4       |
| 1997  | Sébastien Grosjean | Nicolas Thomann        | 2-6, 7-5, 6-4  |
| 1998  | Nicolas Thomann    | Nicolas Guillaume      | 6-3, 3-6, 6-2  |
| 1999  | Ivan Ljubičić      | Lionel Roux            | 6-4, 6-2       |
| 2000  | Julien Boutter     | Julian Knowle          | 6-4, 7-64      |
| 2003  | Cyril Saulnier     | Eric Taino             | 7-68, 6-4      |
| 2004  | Tomáš Berdych      | Julien Benneteau       | 6-3, 6-1       |
| 2005  | Gaël Monfils       | Christophe Rochus      | 6-3, 2-6, 6-3  |
| 2006  | Nicolas Mahut      | Frank Dancevic         | 6-3, 6-4       |
| 2007  | Ernests Gulbis     | Édouard Roger-Vasselin | 6-4, 3-6, 6-4  |
| 2008  | Marc Gicquel       | Alexander Peya         | 7-62, 6-4      |
| 2009  | Kristof Vliegen    | Andreas Beck           | 6-2, 66-7, 6-3 |

### En double
| Année | Vainqueurs | Finalistes | Score |
| ----- | ---------- | ---------- | ----- |

## Site du tournoi
Le tournoi se déroule sur le site du pôle espoirs du Trébignon à Thise. Trois courts sont nécessaires à la tenue de l'Open : un court central, un court annexe et un court d'entraînement. Les tribunes offrent aux spectateurs un total de 660 places.

## Primes et points ATP
Le tournoi des Internationaux du Doubs est un tournoi Challenger bien rémunéré avec une dotation globale de 85 000 à 106 500 € selon les années. Le tableau suivant présente les primes durant le tournoi de 2008 :
| Tour               | Points | Prime    |
| ------------------ | ------ | -------- |
| Vainqueur          | 80     | 12.250 € |
| Finale             | 56     | 7.200 €  |
| Demi-finale        | 36     | 4.260 €  |
| Quart de finale    | 19     | 2.480 €  |
| Huitième de finale | 8      | 1.460 €  |
| Seizième de finale | 1      | 885 €    |

## Joueurs célèbres ayant disputé le tournoi
- Rafael Nadal (1/16 de finale en 2003)
- Tomáš Berdych (vainqueur en 2004)
- Jo-Wilfried Tsonga (1/4 de finale en 2007)
- Richard Gasquet (1/4 de finale en 2003)
- Julien Benneteau (1/2 finale en 2003 et 2004)
- Gaël Monfils (vainqueur en 2005)
- Nicolás Almagro (1/16 de finale en 2004)
- Michaël Llodra (1/2 finale en 2004)
- Fabrice Santoro (1/8 de finale en 2005 et 2008)
- Ernests Gulbis (vainqueur en 2007)